# Краснощёков, Иван Яковлевич

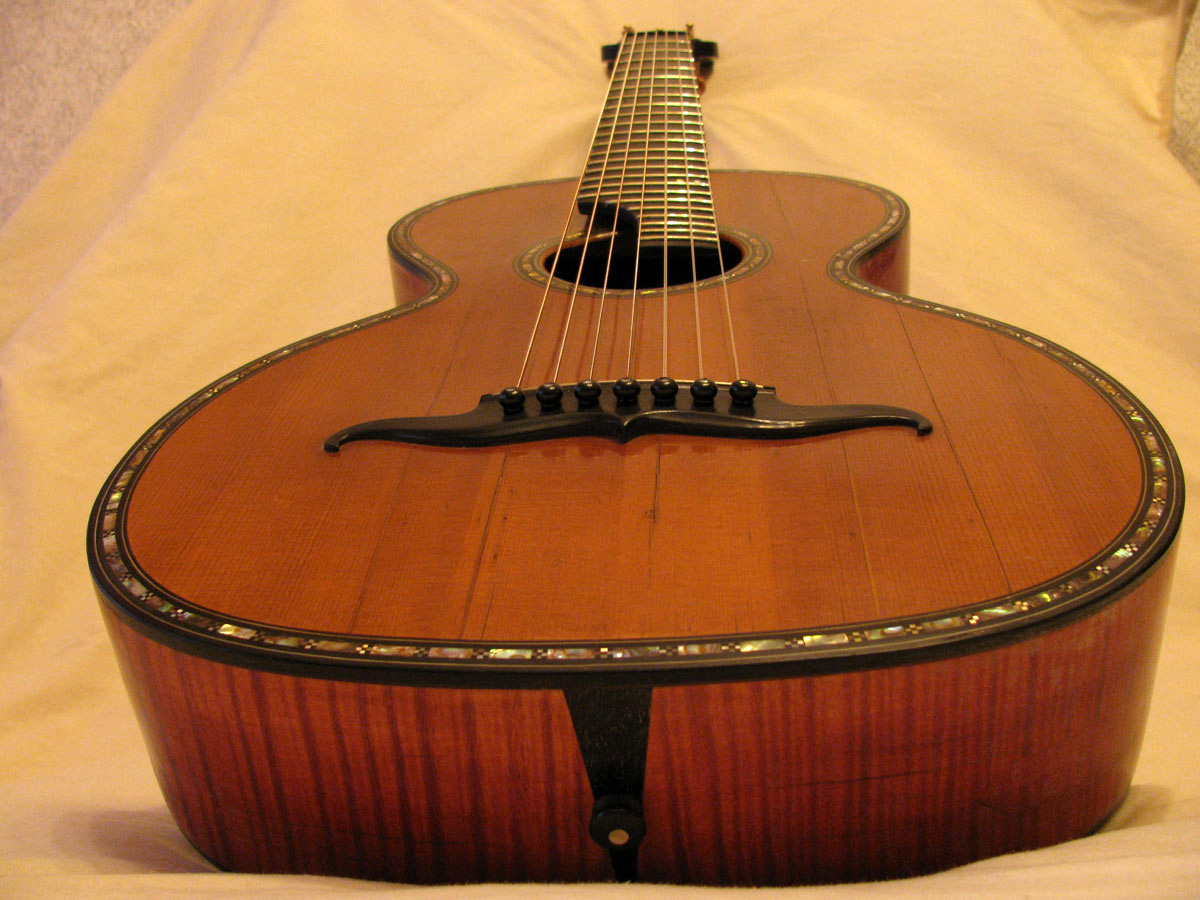
Семиструнная гитара И. Я. Краснощёкова 1854 года.

Иван Яковлевич Краснощёков (30 января 1798, с. Знаменка, Зарайский уезд, Рязанская губерния — 19 июля 1875, Москва) — русский гитарный мастер.

## Биография
Родился 30 января 1798 г. в селе Знаменка Зарайского уезда Рязанской губернии.
С 1810 г. обучался у М. Дубровина в Москве, где в 1824 г. открыл собственную мастерскую. Изготовлял преимущественно 7-струнные гитары, а также скрипки. На инструментах его работы играли почти все выдающиеся русские гитаристы. Был дружен с М. Т. Высотским, советами которого пользовался. Инструменты, отличавшиеся мягким серебристого тембра звуком и тонкой художественной отделкой, высоко ценились. В 1872 г. гитара его работа была удостоена золотой медали на Московской политехнической выставке. Несмотря на то, что являлся признанным мастером своего дела, был неграмотен (не умел писать).
Умер в Москве 19 июля 1875 года, в возрасте 77 лет. Похоронен на Семёновском кладбище г. Москвы

### Семья
Жена — Анна Ардалионовна (1812—1865)
Дети:
- Дочь — Александра, род. в 1830 г. (умерла во младенчестве)[5]
- Сын — Иван, род. в 1835 г. (умер во младенчестве)[6]
- Дочь — Екатерина, род. в 1843 г., в 1861 г. вышла замуж за московского купца 2 гильдии, Фёдора Васильевича Долгинцова[1]
  - Внучка — Надежда, род. в 1883 г. (умерла во младенчестве)[7]